# チャールズ・J・ギトー
チャールズ・ジュリアス・ギトー（英語: Charles Julius Guiteau, 1841年9月8日 - 1882年6月30日）は、アメリカ合衆国の聖職者、作家、法律家。ジェームズ・ガーフィールド大統領の暗殺犯としても知られる。

## 生い立ち
イリノイ州フリーポートにて、ジェーン・オーガストとルーサー・ウィルソン・ギトーとの間に、6人兄弟の四男として生まれる。一家はフランス系ユグノーの血を引く名家であった。1850年家族と共にウィスコンシン州ユーレイオー（現在のグラフトン）へ転居、母が死去する1855年まで同地で過ごす。
青年期に祖父から1000ドルを相続し、ニューヨーク大学を目指してハーレムへ赴くものの、学力不足から受験に失敗。何度かアンアーバー高校フランス語及び代数の補習を受けようとした後、父からの夥しい叱責の手紙を受け断念を余儀なくされる。
1860年6月には、父が既に深く関わっていた、ニューヨーク州オナイダのユートピア的宗教団体・オナイダ・コミュニティに参画。同教団は複婚の一形態である集団結婚を旨としていたが、5年間にわたって結婚とは無縁の生活を送り、「チャールズ・ギトート(Gitout、 Guiteauに"get out"を掛けたもの)」と渾名された。
コミュニティを離れた後、ニュージャージー州ホボケンで「日刊神権政治」という、オナイダ教団関連の新聞を創刊しようとするが失敗。オナイダに戻るものの再度離れ、教団創設者であるジョン・ハンフリー・ノイズを裁判で訴えた。困った父は、ノイズを支援する手紙を書き送り、ギトーを無責任かつ気違い扱いしたという。その後シカゴで弁護士資格を取得した。
次は神学に傾倒。しかし上梓した本と言えば、ノイズの作品を丸ごと剽窃した代物に過ぎなかった。1877年12月には説教を行うため町から町へと渡り歩き、ワシントンD.C.の会衆派教会に落ち着くこととなる。
1880年6月11日外輪船SSストニントン号に乗船中、SSナラガンセット号と衝突事故を起こす。SSストニントン号は港に向けて引き返すものの、SSナラガンセット号が喫水線で炎上し沈没、多数の死傷者が発生（SSストニントン号の乗客で負傷者はおらず）。この出来事は、ギトーが崇高な目的を広めたため助かったのだと信じるに足るものであった。
その後政治家を志すようになる。1880年の大統領選挙で共和党の応援演説を執筆、結局同党からはガーフィールドが候補に選ばれ当選を果たす。この勝利を自分の手柄と考えたギトーは、大使職を求めて最初はウィーンに、次いでパリに赴き掛け合うこととなる。しかし要求は容れられなかった。

## ガーフィールド暗殺

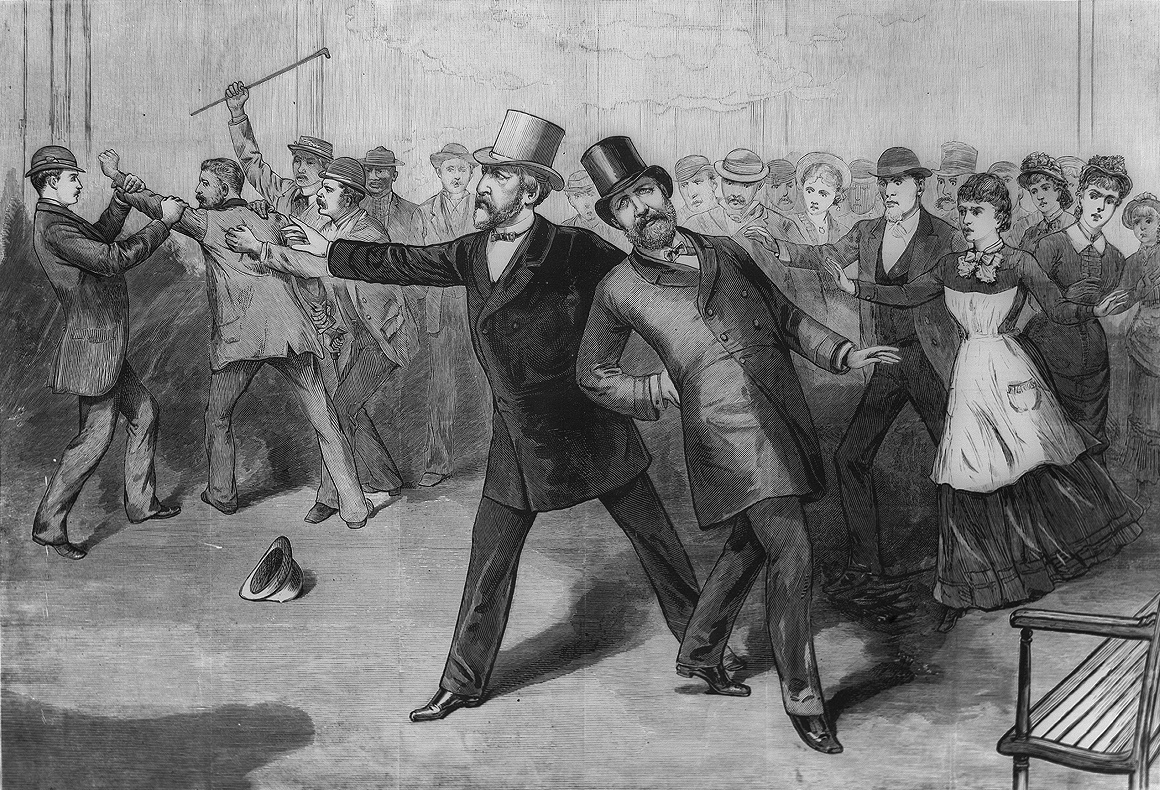
ギトーに狙撃されたガーフィールド大統領（傍らにいるのはジェイムズ・G・ブレイン国務長官）

ガーフィールドを暗殺するべく、メイナードという人物から15ドルを借り、回転式拳銃を購入することにした。小火器についての知識は乏しかったものの、口径の大きな銃が必要であることだけは理解していた。そして.442口径のブリティッシュ・ブルドッグ・リボルバーのうち、グリップが木製のモデルと象牙製のモデルで迷った挙句、暗殺後美術館にでも飾っておけるよう、グリップが象牙製の銃を選択。
持ち合わせでは足りなかったものの、店主が値段を負け売却（犯行に使われた銃は回収され、20世紀初頭にはスミソニアン財団が写真撮影さえしたものの、その後行方不明）。購入から数週間は、狙撃訓練とガーフィールドの付け回しに費やすこととなる。最初は銃からの反動が酷かったという。
ある時、ガーフィールドが妻ルクレティアをニュージャージー州ロングブランチのリゾート地まで見送ろうとしたため、駅まで尾行し狙撃することを考えた。1881年7月2日、ボルチモア・ポトマック鉄道駅（現存せず）でガーフィールド狙撃の時を待つ。妻とロングブランチで休暇を過ごそうとしたガーフィールドが駅に入った時、背後から近づき2度銃撃。2弾目が第1腰椎を貫通するも脊髄には通らなかった。ギトーは群衆に取り囲まれる中、「俺は支持者の中の支持者だ。これでアーサーが大統領になったぞ!」と零したという。その後、殺人未遂罪で逮捕。
銃撃から11週間後の9月19日、ガーフィールドが死去。死因は医師が不潔な手と不衛生な器具で傷を処置したことに拠ると見られる、感染症であった。そのため、10年後に合衆国でも一般的な物となる、殺菌処置がなされた医療器具を使っていれば、たやすく回復していたであろうとする外科医は多い。

### 裁判と処刑

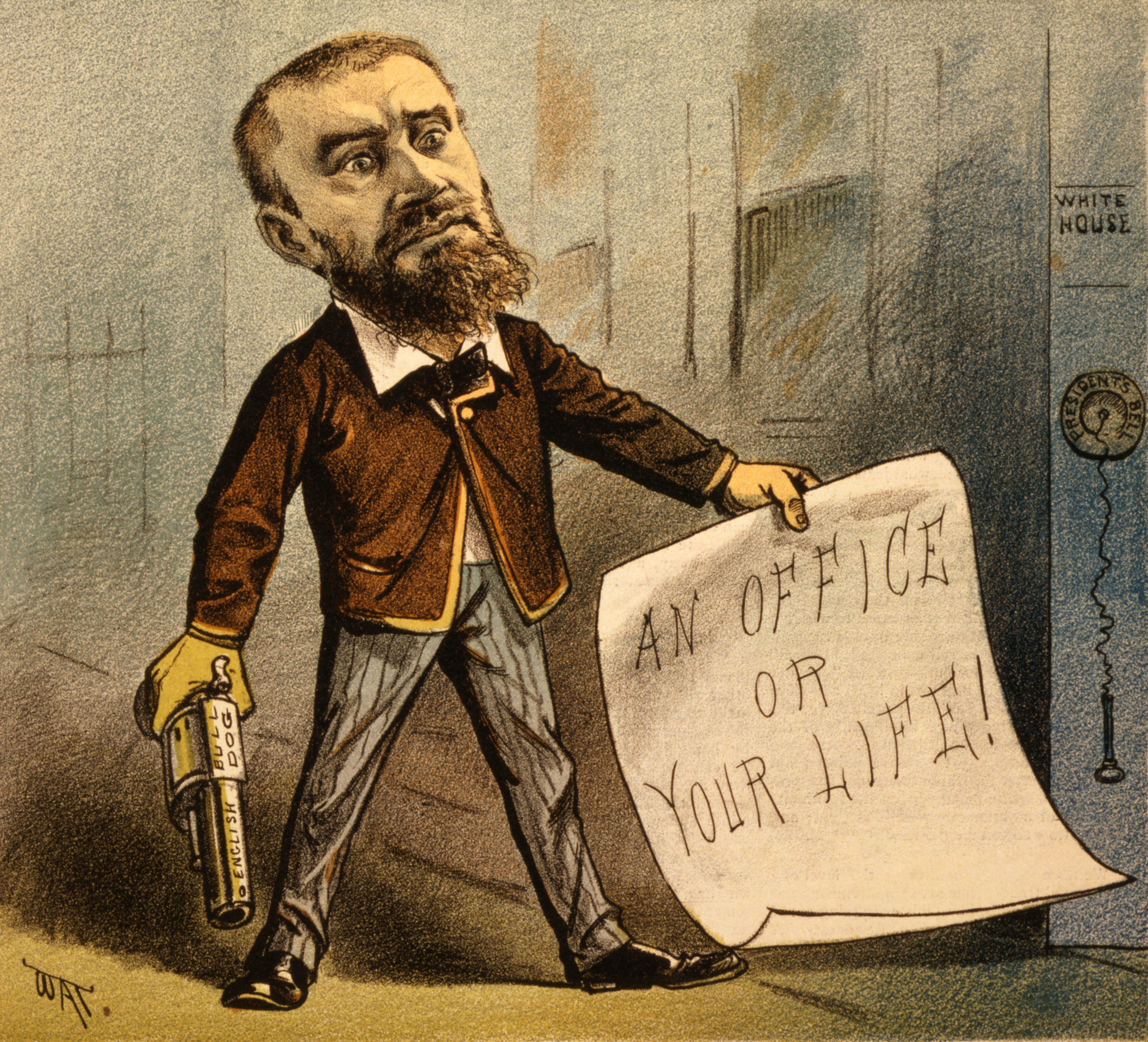
右手に銃を、左手に「仕事か生命か!」と書かれたメモを持つギトーの風刺画（1881年）。「模範的な求職者」というキャプションが書かれてあるのが分かる

ガーフィールドが死去すると、政府はギトーを殺人罪で告発。1881年10月14日には殺人罪で正式に起訴されることとなる。裁判は翌月14日にワシントンD.C.で始まり、裁判長はウォルター・スミス・コックスが務めた。ギトー側の弁護士はレイ・ロビンソンとジョージ・スコヴィルであったが、ギトー自身は弁護士資格を有することもあり、自らが弁護を行うと頑なに主張することとなる。
裁判では、精神鑑定医のエドワード・チャールズ・スピツカが鑑定を行った結果、「今のところ、 精神異常以外の何物でもない」のは明らかとの言葉を残す。この状態は「先天的な脳の奇形」に拠るものと考えたのである。
一方、ワシントンD.C.の弁護士であるジョージ・コークヒルらは、ギトーが「精神異常」と判断したのは、大衆の願望を反映したものであるとして、次のように述べている。
彼は私より精神異常ではない。ギトーは何ら気が狂っていない。世間の前で格好良く、打算的な悪党で、洗練されたゴロツキの如く振る舞ったに過ぎなかった。本当は詰まらなくて、純粋で単純な人間。結局はその単調さに飽き、何か他の種類の興奮や悪評を求めて、事に及んだのである。

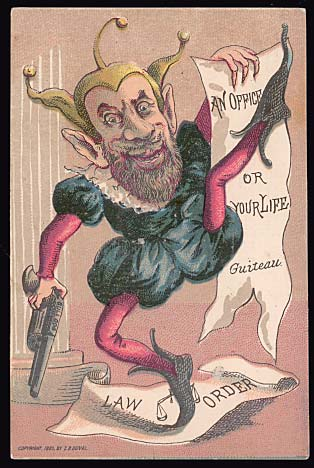
ギトーを奇人に擬えた風刺画

判事や証人、検察官の他、弁護団にさえ悪罵を投げ付ける、陳述書を叙事詩の形式で纏める、傍聴人の中からランダムに選び法的助言をせがむといった、公判中の奇行により、マスメディアではかなりのセンセーションを巻き起こす。ニューヨーク・ヘラルドに至っては自伝を口述し、「30歳未満の可愛いクリスチャン女性」を募集する広告まで出稿。なお、こうした奇行は、ギトー自身が2度も暗殺未遂事件に遭遇した後でさえ、大衆の憎悪するところとなった。
また、大統領にしたことによって給料が増えたのだから、釈放してほしいとの内容を書き綴った手紙をアーサーに送付。コックス判事の前で、「ガーフィールド大統領は弾丸ではなく医療ミスで死んだ」（「医者がガーフィールドを殺したのであり、私は撃っただけ」とも）と漏らしている。しかしながら、そのような発言に法的な支持が得られなかったのは、言うまでもない。公判から処刑まで、ワシントンDCの南東にある聖エリザベス病院に入院。獄中で処刑を待つ間、自ら犯した暗殺についての弁護や裁判の講評についての手記が、後に出版された。
裁判を巡ってはメディアが面白おかしく書き立てた（また、本人も「道化を演じていた」）一方で、釈放後説教をして回ったり、1884年の大統領選挙に立候補する計画を精力的に立てていた。1882年1月25日死刑が求刑。判決文が読まれると、弁護団が静粛にするよう注意したにもかかわらず、陪審員に向かって「お前らは皆低級で、申し分のない馬鹿野郎だ!」と喚き散らしたという。ありとあらゆる卑語を言い募り、警備員に抱えられながら独居房に消えていった。
再審を求めたものの訴えは棄却され、1882年6月30日ワシントンD.C.で絞首刑に処せられる。暗殺事件発生から1年目を迎える2日前であった。2021年現在、4件の合衆国大統領暗殺事件が発生しているが、ギトーは被害者の死後（9か月間）最も長く生存。処刑を前にしても、傍聴人や記者に微笑んだり手を振ったりし続け、正に最後まで注目の的であるのが幸せであったといわれる。処刑台に進んだ時も、最後の要望として、獄中で書いていた『私は神の元へ行く』という詩を暗唱。元々は詩を歌う時にオーケストラに演奏してもらう予定であったが、その要望は却下されている。
脳の一部は現在、フィラデルフィアのミュター博物館やメリーランド州の国立健康医療博物館に展示。

## 大衆文化
- スティーヴン・サンドハイムのミュージカル『暗殺者』の中で、ジョン・ウィルクス・ブースやレオン・チョルゴッシュ、リー・ハーヴェイ・オズワルドと共に登場。